# Gorlice
Gorlice este un oraș în județul Gorlice, Voievodatul Polonia Mică, cu o populație de 28.628 locuitori (2011) în sudul Poloniei.
Orașul este situat la sud-est de Cracovia și la sud de Tarnów între Jasło și Nowy Sącz în Voievodatul Polonia Mică (din 1999), în trecut (1975-1998) era în Voievodatul Nowy Sącz. Este capitala a județului Gorlice.

## Geografia
Orașul se află în valea râurilor Ropa și Sękówka, înconjurat de mai multe lanțuri muntoase ale Carpaților, și anume parte Carpaților, masivul numit Beskid Niski.
Acesta este situat în inima depresiunii Doly Jasielsko Sanockie , iar altitudinea medie deasupra nivelului mării este 380m, deși există unele dealuri mai importante situate în limitele orașului. Orașul este situat în zilele noastre într-o regiune foarte populată.

## Istoria
Gorlice a fost fondat în timpul domniei lui Cazimir al III-lea al Poloniei (Cazimir cel Mare) în 1354 de către coloniști germani de la Görlitz (a se vedea, de asemenea, Walddeutsche).
Ca rezultat al primelor împărțire a Poloniei (Tratatul de la St-Petersburg din 05 iulie 1772), zona orașului a fost atribuită monarhiei habsburgice  (pentru mai multe detalii, citiți articolul Regatul Galiției și Lodomeriei). Până în anul 1918, orașul a aparținut Austriei (Cisleithania) după Compromisul austro-ungar din 1867, a devenit centrul districtului cu același nume, una din 78 Bezirkshauptmannschaften în provincia Galiția  (proprietate a Coroanei austriece).
Orașul a fost punctul central al ofensivei germane Ofensiva Gorlice-Tarnów în Primul Război Mondial, în mai 1915.